# Bashaara Graves
Bashaara Keyana Graves (Clarksville, 17 marzo 1994) è un'ex cestista statunitense, professionista nella WNBA.

## Carriera
È stata selezionata dalle Minnesota Lynx al secondo giro del Draft WNBA 2016 (22ª scelta assoluta).